# Internationales Diakonatszentrum
Das Internationale Diakonatszentrum (IDZ) ist ein kirchlicher Verein mit Sitz in Rottenburg am Neckar in Baden-Württemberg. Ziel ist die Erneuerung des Ständigen Diakonats in der römisch-katholischen Kirche.
Protektor ist Bischof Gebhard Fürst, Präsident ist Gerald DuPont.

## Geschichte
Im Jahr 1951 gründeten Sozialarbeiter in Freiburg im Breisgau den ersten Diakonatskreis. Bereits drei Jahre später wurde in München ein zweiter Diakonatskreis gegründet. Ab 1958 wurden in Deutschland und anderen Ländern (unter anderem Frankreich, Österreich und Lateinamerika) weitere Diakonatskreise gegründet. Von Georg Hüssler, dem damaligen Generalsekretär des Deutschen Caritasverbandes, ermutigt, schlossen diese Diakonatskreise sich 1959 in Freiburg zum Internationalen Diakonatskreis zusammen. Anlässlich des Zweiten Vatikanischen Konzils wandte sich der Internationale Diakonatskreis im Jahre 1962 mit einer Petition zur Erneuerung des Diakonats an die teilnehmenden Bischöfe. 1965 fand in Rom eine internationale Studienkonferenz mit dem Thema „Diakon in Kirche und Welt heute“ statt. Daraus entstand im selben Jahr das „Internationale Informationszentrum für Fragen des Diakonats“ in Freiburg, das 1969, nach einer Neubestimmung seiner Aufgaben, in Internationales Diakonatszentrum umbenannt wurde. 1992 wurde das IDZ von Freiburg nach Rottenburg am Neckar verlegt, u. a. weil Walter Kasper, damals Bischof von Rottenburg-Stuttgart, sich aufgrund seiner ekklesiologischen Überzeugung besonders für den Ständigen Diakonat einsetzte. Belegenheitsbischof ist somit der Bischof von Rottenburg-Stuttgart.

## Organisation

### Organe
Das IDZ setzt sich aus drei Organen zusammen: dem Vorstand, der Delegiertenversammlung und der Mitgliederversammlung. Vorstand und Delegiertenversammlung werden von der Mitgliederversammlung auf vier Jahre gewählt und sind international besetzt.
Vorstand
Der Vorstand setzt sich aus fünf Personen zusammen: dem Präsidenten, zwei Vertretern (Vize-Präsidenten), einer Ehefrau eines Diakons und dem Geschäftsführer. Von den Vertretern des Präsidenten muss mindestens einer Ständiger Diakon sein. Der Geschäftsführer ist der Leiter des Sekretariats in Rottenburg.
Delegiertenversammlung
Die Delegiertenversammlung hat 15 Mitglieder, darunter die fünf Mitglieder des Vorstandes. Neben dem Vorstand gehören der Delegiertenversammlung noch weitere acht Mitglieder an, die von der Mitgliederversammlung gewählt werden. Daneben sind in der Delegiertenversammlung noch zwei „kooptierte Delegierte“ vertreten, die von der Delegiertenversammlung selbst gewählt werden.
Mitgliederversammlung
In der Mitgliederversammlung sind alle Mitglieder des IDZ vertreten. Die Mitgliederversammlung tritt mindestens alle vier Jahre zusammen. Bei Bedarf kann sie auch außerordentlich einberufen werden. Die Mitgliederversammlung wählt die fünf Mitglieder des Vorstandes und acht Mitglieder der Delegiertenversammlung.

### Sekretariat
Das Sekretariat in Rottenburg ist die Geschäftsstelle. Es wird von einem hauptamtlich angestellten Geschäftsführer geleitet. Geschäftsführer war von 2012 bis 2020 Stefan Sander. Sein Nachfolger ist seit 2021 Jörg Stein.

## ZeitschriftDiaconia Christi
Seit 1966 gibt das IDZ die halbjährlich erscheinende Zeitschrift Diaconia Christi heraus.

## Diakoniepreis
Für beispielhafte diakonische und pastorale Projekte von Diakonen oder diakonisch engagierten Gruppen
verleiht das IDZ den Diakoniepreis.